# De vuelta al barrio (canción)
«De vuelta al barrio» es un vals peruano, compuesto en 1934 por el peruano Felipe Pinglo Alva, y publicado por primera vez en 1946 interpretado por Jesús Vásquez bajo el sello Odeon de Argentina.
Originalmente la canción era llamada La vuelta al barrio.

## Historia
Fue compuesta en el distrito de La Victoria.